# إريك إم. فولر
إريك إم. فولر (بالإنجليزية: Eric M. Fowler)‏ هو موسيقي أمريكي، ولد في 2 مارس 1968 في بيتسفيلد في الولايات المتحدة.

## وصلات خارجية
- إريك إم. فولر على موقع IMDb (الإنجليزية)